# Роккаджовіне
Роккаджовіне (італ. Roccagiovine) — муніципалітет в Італії, у регіоні Лаціо,  метрополійне місто Рим-Столиця.
Роккаджовіне розташоване на відстані близько 39 км на північний схід від Рима.
Населення — 269 осіб (2014).

## Демографія
Населення за роками:

Станом на 1 січня 2023 року в муніципалітеті офіційно проживало 26 іноземців з 8 країн, серед них 13 громадян країн Євросоюзу.

## Сусідні муніципалітети
- Ліченца
- Мандела
- Сан-Поло-дей-Кавальєрі
- Віковаро